# كارل ماير (لاعب اتحاد الرغبي)
كارل ماير (بالإنجليزية: Carl Meyer)‏ هو لاعب اتحاد الرغبي جنوب أفريقي، ولد في 27 مايو 1991 في بيترماريتزبرغ في جنوب أفريقيا.